# Уткин, Анатолий Иванович (историк, 1944—2010)
Анато́лий Ива́нович У́ткин (4 февраля 1944, Балаково, Саратовская область — 19 января 2010, Москва) — советский и российский историк и политолог, специалист в области новейшей истории и международных отношений, американист, признанный эксперт по внешней политике США, советник Комитета по международным делам Государственной Думы. Особая область научных интересов — региональная политика США, в частности — в Европе; история «холодной войны». Доктор исторических наук, профессор.

## Биография
В 1968 году окончил исторический факультет МГУ имени М. В. Ломоносова.
В 1972 году в Институте США и Канады АН СССР защитил диссертацию на соискание учёной степени кандидата исторических наук по теме «Американо-французские отношения на современном этапе».
В 1981 году защитил диссертацию на соискание учёной степени доктора исторических наук по теме «Эволюция атлантической и европеистской тенденций в американо-западноевропейских отношениях : конец 1960-х — 1970-е годы» (07.00.05 — История международных отношений и внешней политики).
Работал в Институте США и Канады РАН, c 1997 года, — директор Центра международных исследований Института США и Канады РАН.
Преподавал в Босфорском институте (Стамбул, 1991-93), в «Эколь Нормаль Супериор» (Париж, 1993-94), в Колумбийском университете (Нью-Йорк, 1998).
Автор около 50 монографий, глав в коллективных работах, опубликовал более 150 статей в ведущих журналах и периодических изданиях на нескольких языках, а также аналитические работы, обзоры, справочные издания.
Вдова А. И. Уткина — доктор философских наук, профессор Валентина Гавриловна Федотова.

## Основные работы
- Севостьянов Г. Н., Уткин А. И. США и Франция в годы войны (1939—1945): из истории взаимоотношений. М.: Наука, 1974.
- Севостьянов Г. Н., Уткин А. И. Томас Джефферсон. М.: Мысль, 1976.
- Уткин А. И. Стратегия глобальной экспансии: внешнеполитические доктрины США. М: Международные отношения, 1986.
- Уткин, А. И., Хвостов В. В. Дипломатия и оружие. М.: Наука, 1987. (в сер. «История и современность»).
- Уткин А. И. Дипломатия Вудро Вильсона. — М.: Международные отношения, 1989. — 320 с. — (Из истории дипломатии). — 60 000 экз. — ISBN 5-7133-0070-6. (в пер.)
- Уткин А. И. Теодор Рузвельт: политический портрет. Свердловск: Изд-во УрГУ, 1989.
- Уткин А. И. Американская футурология международных отношений в XX в. М.: Наука, 1990.
- Уткин А. И. Дипломатия Франклина Рузвельта. — Свердловск: Изд-во УрГУ, 1990. — 544 с.
- Уткин А. И. США — Япония: вчера, сегодня, завтра. М.: Наука, 1990.
- Уткин А. И. Так пришла война: история подготовки Германии к войне против СССР. Екатеринбург: Изд-во УрГУ, 1992.
- Лукин В. П., Уткин А. И. Россия и Запад: общность или отчуждение?. — М.: Сампо, 1995.
- Уткин А. И. Россия и Запад: проблемы взаимного восприятия и перспективы строительства отношений. М.: Росс. научный фонд, 1995.
- Уткин А. И. Забытая трагедия. Россия в Первой мировой войне. — Смоленск: Русич, 2000. — 640 с.
- Уткин А. И. Первая мировая война. — М.: Алгоритм, 2001. — 592 с.
- Уткин А. И. Вторая мировая война. — М.: Алгоритм, 2002. — 864 с.
- Уткин А. И. Сорок Второй Год. — Смоленск: Русич, 2002. — 557 с.
- Уткин А. И. Дорога к Победе. Смоленск, Русич, 2004.
- Уткин А. И. В начале всех несчастий. Русско-японская война 1904—1905. — М.:Эксмо, 2005.
- Уткин А. И. Вызов Запада и ответ России. — М.: Эксмо, 2005. — 608 с.
- Уткин А. И. Месть за победу — новая война. — М.: Алгоритм, 2005.
- Уткин А. И. Мировая холодная война. — М.: Эксмо, 2005. Архивировано 6 апреля 2013 года.
- Уткин А. И. Большая восьмёрка: цена вхождения. — М.: Алгоритм, 2006.
- Уткин А. И. Гнев американских богов. — М.: Алгоритм, 2006.
- Уткин А. И. Новый мировой порядок. — М.: Эксмо, 2006.
- Уткин А. И. Русские во Второй мировой. М.: Алгоритм, 2007.
- Уткин А. И. Правда об Ираке или Битва в Месопотамии. — М.: ОЛМА-пресс, 2007.
- Уткин А. И. Подъём и падение Запада. — М., АСТ, 2008. — 761, [7] с.
- Уткин А. И. Измена генсека. Бегство из Европы. — М.: Эксмо, Алгоритм, 2009. — 256 с. — (Суд истории).
- Уткин А. И. Как пережить экономический кризис. Уроки Великой депрессии. — М.: Эксмо, 2009.
- Уткин А. И. Вудро Вильсон. — М.: Культурная революция. 2010.
- Уткин А. И. Рузвельт. — М.: Культурная революция. 2012.